# Jan Elgot
Jan Elgot herbu Wieniawa (ur. między 1390 a 1398 w Lgocie, zm. 24 sierpnia 1452 w Krakowie) – duchowny katolicki, prawnik, dyplomata, zwolennik koncyliaryzmu.

## Życiorys
Był synem Dobka herbu Wieniawa z Lgoty. Na Akademię Krakowską wpisał się w 1416, rok później uzyskał stopień bakałarza, a w 1420 magistra nauk wyzwolonych. Rozpoczął następnie studia prawnicze, stopień bakałarza prawa uzyskał przed wymaganym terminaem, a w 1427 stopień doktora dekretów. Trzykrotnie pełnił funkcję rektora uczelni, a w 1439 występował jako obrońca jej praw. Był bliskim współpracownikiem biskupa Zbigniewa Oleśnickiego był jego wysłannikiem na sobór w Bazylei w 1434 z powodu śmierci króla Władysława Jagiełły delegacja nie wyjechała z kraju. W 1429 został kanonikiem katedralnym krakowskim, od 1439 był scholastykiem krakowskim. W latach 1433–1440 pełnił funkcję oficjała krakowskiego, w latach 1434-1436 był kanclerzem Zbigniewa Oleśnickiego, a następnie do śmierci wikariuszem generalnym. W 1435 był na synodzie w Łęczycy, a jako zwolennik koncyliaryzmu w 1441 napisał traktat Determinatio Basiliensis o wyższości soboru nad papieżem. W 1441 wyjechał na sobór skąd wrócił w 1442 z tytułem audytora papieskiego. W 1450 w towarzystwie Jana Długosza i Jakuba z Szadka wyjechał na pielgrzymkę do Rzymu, a następnie do Ziemi Świętej. Katedra wawelska otrzymała od niego relikwiarz św. Korduli, Akademia dostała bogaty księgozbiór i dom przy ulicy Grodzkiej wzniesiony na działce uczelni obok Kolegium Prawniczego. Zmarł podczas zarazy. Pochowany został w katedrze wawelskiej.